# Viktor Čanov
Viktor Viktorovyč Čanov (in ucraino Віктор Вікторович Чанов?, in russo Виктор Викторович Чанов?, Viktor Viktorovič Čanov; Donec'k, 21 luglio 1959 – Kiev, 8 febbraio 2017) è stato un calciatore ucraino, fino al 1991 sovietico, di ruolo portiere.
È scomparso nel 2017 all'età di 57 anni, dopo tre settimane di coma, in seguito alle lesioni riportate dopo essere stato vittima di un'aggressione.

## Carriera

### Club
Ha vestito la maglia dello Šachtar Donec'k tra il 1978 e il 1981 prima di trasferirsi ai rivali della Dinamo Kiev nel 1982. Titolare nel club di Valerij Lobanovs'kyj resta a Kiev fino al 1990, quando decide di passare in Israele: col suo trasferimento al di fuori dell'URSS perde anche la possibilità di essere convocato in Nazionale e difatti la sua ultima presenze in Nazionale sarà datata 16 maggio 1990.
Con la Dinamo Kiev gioca un paio d'incontri contro la Fiorentina, conseguendo prestazioni molto positive.

### Nazionale
Ha giocato un Mondiale U-20 nel 1979, tre Mondiali (1982, 1986 e 1990) ed Euro 1988 come riserva di Rinat Dasaev. A Italia 1990, quando Lobanovs'kyj decide di escludere Dasaev dai titolari, il Colonnello gli preferisce il terzo portiere Uvarov a Čanov, ch'era di un anno più vecchio rispetto a Uvarov.
Esordisce con l'URSS il 10 marzo 1982 contro la Grecia (0-2), subentrando a 3' dalla fine a Dasaev: non scende più in campo per quattro anni (in porta c'è sempre Dasaev), ritornando a giocare durante il Mondiale messicano nella terza partita del girone C contro il Canada (2-0), dove Lobanovs'kyj decide di far riposare Dasaev: Čanov resta nuovamente imbattuto, terminando il Mondiale con quest'unica presenze. Dopo aver superato la fase a gironi al primo posto l'URSS è estromessa per 3-4 dal Belgio, nonostante la tripletta sovietica ad opera di Bjelanov.
All'Europeo del 1988, durante la seconda partita della fase a gironi del gruppo B contro l'Irlanda, nella ripresa, sul punteggio di 1-0, Dasaev esce per due volte consecutive sui piedi dell'avversario Tony Galvin: rimane infortunato a causa di questi episodi, zoppicando per il campo per diversi minuti prima di uscire dal terreno di gioco al 68', sostituito da Čanov. Durante i venti minuti restanti Čanov resta imbattuto. A fine partita si scopre che Dasaev ha rimediato una distorsione al ginocchio che potrebbe avergli fatto finire in anticipo la rassegna europea. La Federcalcio sovietica chiede immediatamente di poter convocare un terzo portiere (Jidkov o Charin), ma Dasaev si riprende dall'infortunio, potendo essere schierato per le sfide seguenti.
Totalizza 21 presenze e 9 gol subiti in Nazionale. Tra il 10 ottobre 1982, ovvero dal suo esordio, e il 21 settembre 1988 resta imbattuto, subendo il primo gol in carriera contro la Germania Ovest (1-0) in amichevole, ponendo fine alla sua inviolabilità solo dopo dieci partite e 492'.

## Palmarès

### Giocatore

#### Competizioni nazionali
- Campionato sovietico: 3

Dinamo Kiev: 1985, 1986, 1990
- Coppa dell'Unione Sovietica: 4

Šachtar Donec'k: 1980
Dinamo Kiev: 1985, 1987, 1990
- Supercoppa dell'Unione Sovietica: 2

Dinamo Kiev: 1985, 1986
- Campionato israeliano: 1

Maccabi Haifa: 1990-1991
- Coppa d'Israele: 2

Maccabi Haifa: 1990-1991, 1992-1993

#### Competizioni internazionali
- Coppa delle Coppe: 1

Dinamo Kiev: 1985-1986